# Liste der Kulturdenkmale in Hopfgarten (Frohburg)
In der Liste der Kulturdenkmale in Hopfgarten sind die Kulturdenkmale des Frohburger Ortsteils Hopfgarten verzeichnet, die bis Juni 2024 vom Landesamt für Denkmalpflege Sachsen erfasst wurden (ohne archäologische Kulturdenkmale). Die Anmerkungen sind zu beachten.
Diese Aufzählung ist eine Teilmenge der Liste der Kulturdenkmale in Frohburg.

## Hopfgarten
| Bild                                    | Bezeichnung | Lage                            | Datierung | Beschreibung | ID       |
| --------------------------------------- | --- | ------------------------------- | --- | --- | -------- |
| Weitere Bilder                          | Dorfkirche Hopfgarten (Sachgesamtheit) | Am Tautenhainer Berg (Karte)    | 15. Jahrhundert und später | Sachgesamtheit Dorfkirche Hopfgarten mit den Einzeldenkmalen: Kirche mit Ausstattung, vier barocke Grabsteine, Kirchhofmauer mit barocker Toranlage sowie Gefallenendenkmal des Ersten Weltkrieges (09256782) sowie dem Kirchhof als Sachgesamtheitsteil. Die Kirche ist ein spätmittelalterlicher Massivbau mit Dachreiter und schöner barocker Toranlage zum Kirchhof, sie ist bau- und ortsgeschichtlich von Bedeutung. | 09303006 |
| Weitere Bilder                          | Kirche mit Ausstattung, vier barocke Grabsteine, Kirchhofmauer mit barocker Toranlage sowie Denkmal für die Gefallenen des Ersten Weltkrieges (Einzeldenkmale der Sachgesamtheit 09303006) | Am Tautenhainer Berg (Karte)    | 15. Jahrhundert, später überformt (Kirche); bezeichnet mit 1514 (Altar); Anfang 16. Jahrhundert (Einzelfigur); 16. Jahrhundert (Kanzel und Taufe) | Einzeldenkmale der Sachgesamtheit Dorfkirche Hopfgarten; Kirche ein spätmittelalterlicher Massivbau mit Dachreiter und schöner barocker Toranlage zum Kirchhof. Eine kleine Saalkirche mit erhöhtem Chorschiff und Dachreiter, an der Südseite mit spätgotischen Korbbogenfenster, die Vorhalle stammt aus dem Jahr 1742, die schöne barocke Toranlage aus Porphyrtuff ist überputzt, ein Doppelgrabmal Wagner 1771, ein Obelisk 1662. | 09256782 |
| Direkt Bild zu diesem Denkmal hochladen | Seitengebäude eines Vierseithofes | Am Tautenhainer Berg 11 (Karte) | 1. Hälfte 19. Jahrhundert | Das Gebäude ist ein Fachwerkbau, die Seitengebäude mit Fachwerk-Obergeschoss, die übrigen Gebäude sind verputzt, baugeschichtlich von Bedeutung. | 09257372 |
| Direkt Bild zu diesem Denkmal hochladen | Seitengebäude (mit Oberlaube) eines Bauernhofes | Am Tautenhainer Berg 24 (Karte) | Mitte 18. Jahrhundert | Ein Fachwerkbau mit seltener Oberlaube, heimat- und baugeschichtlich von Bedeutung. Das Stallgebäude mit Fachwerk-Obergeschoss und Oberlaube. | 09256884 |
| Direkt Bild zu diesem Denkmal hochladen | Seitengebäude eines ehemaligen Vierseithofes | Birkenweg 4 (Karte)             | 1. Hälfte 19. Jahrhundert | Ein Fachwerkbau mit Fachwerk-Obergeschoss und kleiner Kumthalle, bau- und wirtschaftsgeschichtlich von Bedeutung. | 09257979 |
| Weitere Bilder                          | Empfangsgebäude | Buchheimer Straße 2 (Karte)     | 1887 | Als einfacher Putzbau gestaltetes Empfangsgebäude des kleinen Bahnhofs Hopfgarten der Bahnstrecke Leipzig–Geithain (6366; sä. LG), verkehrs-, bau- und ortsgeschichtlich von Bedeutung. 1887 als Haltestelle errichtet, 1905 Bahnhof, seit 1987 Haltepunkt. Das Empfangsgebäude ist ein eineinhalbgeschossiger, einfacher Putzbau mit Zwerchhaus und Putzfaschen, 1887 als Haltestelle errichtet, ab 1905 Bahnhof, die Bezeichnungen wurden mehrfach geändert: um 1905 Hopfgarten i Sachsen, ab 1. Juli 1911 als Hopfgarten (Sa), seit 22. November 1933 Hopfgarten (Sachs). | 09259367 |
| Direkt Bild zu diesem Denkmal hochladen | Häuslerhaus | Buchheimer Straße 20 (Karte)    | Mitte 19. Jahrhundert | Das Gebäude mit Fachwerk-Obergeschoss befindet sich prägend im Ortszentrum gegenüber der Kirche und dem Dorfteich und ist sozial- und baugeschichtlich von Bedeutung. Ein Häuslerhaus mit Fachwerk-Obergeschoss, das Fachwerk mit Lehmausfachung, die Erdgeschossfenster sind einflügelig. | 09256246 |
| Direkt Bild zu diesem Denkmal hochladen | Armenhaus | Buchheimer Straße 21 (Karte)    | 1. Hälfte 19. Jahrhundert | Der eingeschossiger Putzbau ist sozialgeschichtlich von Bedeutung und ist vermutlich ein Lehmbau. | 09304409 |
| Direkt Bild zu diesem Denkmal hochladen | Wohnhaus | Frankenhainer Straße 4 (Karte)  | 19. Jahrhundert | Ein ländliches Wohnhaus mit strebenreichem Fachwerk-Obergeschoss mit reichem Fachwerk-Obergeschoss, im Altenburger Stil, durch einen Vorbau verändert. | 09257804 |
| Weitere Bilder                          | Schloss (Nr. 2) mit zwei Wirtschaftsgebäuden (Nr. 4, 6) und Gutspark des ehemaligen Rittergutes                                                                                            | Schloßhof 2, 4, 6 (Karte)       | Bezeichnet mit 1677 (Schloss); 17. Jahrhundert, vielleicht älter (Wirtschaftsgebäude); 19. Jahrhundert (Gutspark)                                 | Ein stattlicher Barockbau mit rustizierten Portalgewänden und hohem Dachreiter, die Nebengebäude sind mehrfach überformte Putzbauten, im Kern ebenfalls barock, möglicherweise noch älter, ortsgeschichtlich, baugeschichtlich, baukünstlerisch und ortsbildprägend von Bedeutung. Das Schloss besitzt einen rechteckigen Baukörper mit Walmdach und einen hohen Dachreiter und Laterne, Eckquaderung, die Fensterfaschen mit Ohren, die Mittelachse an der Rückseite mit je zwei ovalen Ochsenaugen, zwei Gurtgesimse aufgeputzt, Vorder- und Hintereingang mit Rustika-Rahmung, über dem Haupteingang befindet sich eine Bauinschrift. Das Wirtschaftsgebäude Nummer 4 ist ein zweigeschossiger Putzbau mit hohem Krüppelwalmdach, der Südteil leicht abgeknickt, Bruchstein- und Ziegelmauerwerk, im Innern staatliche Gewölbe, teils auf Pfeilern, zentraler Raum mit Stuckdecke und kleiner Portikus-Nische, das Treppenhaus mit Pfeilern in Porphyrtuff, verbunden durch Bögen, Gebäude insgesamt mehrfach überformt. Wirtschaftsgebäude Nummer 6 ist ein zweigeschossiger Putzbau in Bruchstein- und Ziegelmauerwerk, das Satteldach mit Ladeluke, im Erdgeschoss ebenfalls gewölbt, im Obergeschoss korbbogige Fensternischen, wie Nummer 4 insgesamt mehrfach überformt. | 09256067 |

## Tabellenlegende
- Bild: Bild des Kulturdenkmals, ggf. zusätzlich mit einem Link zu weiteren Fotos des Kulturdenkmals im Medienarchiv Wikimedia Commons. Wenn man auf das Kamerasymbol klickt, können Fotos zu Kulturdenkmalen aus dieser Liste hochgeladen werden:
- Bezeichnung: Denkmalgeschützte Objekte und ggf. Bauwerksname des Kulturdenkmals
- Lage: Straßenname und Hausnummer oder Flurstücknummer des Kulturdenkmals. Die Grundsortierung der Liste erfolgt nach dieser Adresse. Der Link (Karte) führt zu verschiedenen Kartendiensten mit der Position des Kulturdenkmals. Fehlt dieser Link, wurden die Koordinaten noch nicht eingetragen. Sind diese bekannt, können sie über ein Tool mit einer Kartenansicht einfach nachgetragen werden. In dieser Kartenansicht sind Kulturdenkmale ohne Koordinaten mit einem roten bzw. orangen Marker dargestellt und können durch Verschieben auf die richtige Position in der Karte mit Koordinaten versehen werden. Kulturdenkmale ohne Bild sind an einem blauen bzw. roten Marker erkennbar.
- Datierung: Baubeginn, Fertigstellung, Datum der Erstnennung oder grobe zeitliche Einordnung entsprechend des Eintrags in der sächsischen Denkmaldatenbank
- Beschreibung: Kurzcharakteristik des Kulturdenkmals entsprechend des Eintrags in der sächsischen Denkmaldatenbank, ggf. ergänzt durch die dort nur selten veröffentlichten Erfassungstexte oder zusätzliche Informationen
- ID: Vom Landesamt für Denkmalpflege Sachsen vergebene, das Kulturdenkmal eindeutig identifizierende Objekt-Nummer. Der Link führt zum PDF-Denkmaldokument des Landesamtes für Denkmalpflege Sachsen. Bei ehemaligen Kulturdenkmalen können die Objektnummern unbekannt sein und deshalb fehlen bzw. die Links von aus der Datenbank entfernten Objektnummern ins Leere führen. Ein ggf. vorhandenes Icon  führt zu den Angaben des Kulturdenkmals bei Wikidata.